# Alfonso Cruz-Conde
Alfonso Cruz-Conde Conde (Córdoba, 8 de enero de 1909-ibídem, 21 de marzo de 1999) fue un empresario, abogado y político español. Alcalde franquista de la capital cordobesa entre 1949 y 1951, también fue gobernador civil de Cádiz y presidente del Córdoba Club de Fútbol.

## Biografía
Alfonso Cruz-Conde nació en Córdoba el 8 de enero de 1909 en el seno de una familia de empresarios y políticos. Hijo de Rafael Cruz-Conde y de Ángela Conde Marín, estudió bachillerato en el colegio de El Palo de los Jesuitas en Málaga. Propietario del periódico La Voz, antiguo órgano de la dictadura de Primo de Rivera en Córdoba, tras la proclamación de la Segunda República vendió el periódico al político Eloy Vaquero.
Licenciado en Derecho por la Universidad de Sevilla en 1932, no tardó en hacerse cargo de las bodegas familiares. Afiliado a Falange Española en 1933, fue uno de sus miembros fundadores en la provincia de Córdoba, junto a su hermano Antonio y el abogado Rogelio Vignote. Alfonso Cruz-Conde fue el primer jefe provincial de Falange en Córdoba.
Durante la Guerra civil se unió a las fuerzas sublevadas. Alcalde de Córdoba desde el 17 de julio de 1949 hasta el 19 de noviembre de 1951, pasó a ser gobernador civil de Cádiz —y jefe provincial del «Movimiento»— hasta finales de 1953. Fue sustituido en la alcaldía por su hermano, Antonio Cruz-Conde, que se mantuvo en el puesto durante once años. Durante la dictadura fue procurador en las Cortes franquistas y miembro del Consejo Nacional del Movimiento.
En el año 1955, Alfonso Cruz-Conde fue nombrado presidente del Córdoba C.F. aunque lo deja al finalizar la temporada. Vuelve a la presidencia del Córdoba C.F. en el año 1958 por un período de tres años. Cuando en junio de 1961 deja el equipo, es sustituido por José Salinas González.
Murió en Córdoba el 21 de marzo de 1999, a los 90 años de edad.

## Distinciones
- Gran cruz de la Orden del Mérito Civil.